# Désiré Walter
Désiré Walter, né le 15 avril 1861 à Mackwiller (Bas-Rhin) et mort le 6 juin 1940 à Villefranche-sur-Saône, est un organiste, compositeur, maître de chapelle et professeur français.

## Biographie
Désiré Joseph Antoine Walter est né à Mackviller. Son père, organiste, lui donne ses premières leçons d'orgue. Il prend des cours chez les Frères de la Doctrine Chrétienne puis entre au Conservatoire de Strasbourg. Il étudie avec Théodore Thurner, ancien lauréat de l'école de musique Niedermeyer et qui faillit succéder à Camille Saint-Saëns comme titulaire des orgues de la Madeleine.
En 1875, Désiré Walter entre à l'école Niedermeyer pour y suivre les cours de Gustave Lefèvre, Clément Loret, Eugène Gigout et Alexandre Georges. En 1878, il remporte le prix d'honneur et en 1879, il obtient un premier prix d'orgue en même temps que Léon Boëllmann. Il joue, pour l'occasion, un Concerto pour orgue de Georg Friedrich Haendel et la Toccata en fa majeur de Jean-Sébastien Bach. L'audition a eu lieu au palais du Trocadéro, sur un orgue signé Aristide Cavaillé-Coll.
Il devient suppléant de Charles Magner à Saint-Nicolas-du-Chardonnet.
En 1880, il perd sa bourse, sa famille ayant fui l'Alsace pour se réfugier à Nancy, après la défaite de la guerre de 1870. Son père n'était alors plus en mesure de subvenir aux dépenses de Désiré Walter dans la capitale. 
Il achève ses études à l'école Niedermeyere en 1881. De ce moment là, à partir du 27 janvier 1881, et jusqu'en 1939, il est professeur de musique, maître de chapelle et organiste au collège de jésuites de Notre-Dame-de-Mongré, à Villefranche-sur-Saône. Il est engagé comme professeur de musique et organiste. Par sa virtuosité et son travail sur les registrations, ainsi que le choix des œuvres exécutées, Désiré Walter éblouit immédiatement ses auditeurs. Il joue notamment des œuvres de César Franck et de Léon Boëllmann, ainsi qu'Alexandre Guilmant, Théodore Dubois, Alphonse Mailly, Samuel Rousseau, Guy Ropartz, Joseph Bonnet, Fernand de La Tombelle... Il apprécie aussi Charles-Marie Widor et Eugène Gigout.
Après la Grande Guerre, il prend connaissance de l'œuvre de Louis Vierne. Il connait aussi les compositrices Cécile Chaminade, qui lui dédie sa Passacaille en mi majeur, et Mel Bonis. Avec cette dernière, Désiré Walter entretien une correspondance fournie et ils s'échangent régulièrement des partitions.

## Œuvres
- Saintes Cloches du soir ! (1886)
- Hasel et Nideck, gavotte pour piano (1887)
- Sérénade alsacienne pour piano à quatre mains (1887)
- La Joyeuse ! Valse pour piano (1887)
- Miseremini mei, op. 8 (1888)
- Le Dieu d'amour (1903)
- Sur l'aile des oiseaux, le printemps, nous revient (1907)

## Sources
- Pierre Bouchard, Académie de Villefranche en Beaujolais, Un musicien de province : Désiré Walter (lire en ligne).
- Étienne Jardin, Mel Bonis (1858-1937) : parcours d'une compositrice de la Belle Époque, 2020 (ISBN 978-2-330-13313-9 et 2-330-13313-8, OCLC 1153996478, lire en ligne).